# Ronald Sanders
Pour les articles homonymes, voir Sanders.
Ronald Sanders, né le 20 juin 1945 à Winnipeg (Canada), est un monteur et producteur de télévision canadien.    
Il a beaucoup collaboré avec le réalisateur David Cronenberg, ayant depuis 1979 monté la plupart des films du réalisateur.

## Biographie
Sanders a remporté des prix Génie pour son travail sur Les Promesses de l'ombre (2007), eXistenZ (2000), Crash (1996) et Faux-semblants (1989).  
Ronald Sanders est membre de la société honoraire Canadian Cinema Editors. 

## Récompenses et distinctions
- (en) Ronald Sanders: Awards, sur l'Internet Movie Database

## Voir également
- Liste de collaborations entre réalisateurs et monteurs